# Patrick Brunie
Patrick Brunie est un réalisateur français né en 1947 à Paris. Il est connu notamment grâce à son documentaire La Ville à prendre sorti en 1979, .

## Biographie
Patrick Brunie est né en 1947 à Paris. 
Il est diplômé du Conservatoire du cinéma français (C.I.C.F.), section réalisation et montage. Depuis 1971, il est 1er assistant réalisateur (longs-métrages).
Après avoir joué en 1974 le rôle de « Corset » dans plusieurs épisodes de La Cloche tibétaine, Patrick Brunie a été assistant réalisateur sur la mini-série de 1972 L'Homme qui revient de loin puis 1er assistant réalisateur sur la mini-série de 1978, Le Mutant. Il commence ensuite une carrière de réalisateur avec le documentaire La Ville à prendre en 1979.
Son deuxième long métrage, Xueiv - anagramme de vieux -, est réalisé en 1982 à partir d'une démarche de l'association Vieillir autrement, mobilisant dans le Nord et le Pas-de-Calais « des milliers de personnes, mineurs, paysans, syndicalistes, retraités ou lycéens pour une réflexion sur le vieillissement... et sur la vie elle-même ».
À partir de 1991, Patrick Brunie se lance dans un nouveau projet de film, La Bataille navale. Conçu sur la base d'un texte de l'écrivain Bernard Noël, ce projet, qui devait être tourné au Yémen et qui semblait devoir obtenir l'accord des autorités locales, capote finalement à cause de la présence prévue dans le film d'une scène d'amour. Patrick Brunie insistant pour que le film soit tourné au Yémen, aucun accord ne peut être trouvé, ce qui entraine le désistement du producteur et des mécènes envisagés. 
Patrick Brunie est par ailleurs le fondateur d'un collectif d'artistes, « Les Gardiens du pont ». Présidé par le producteur de films Alain Depardieu, le frère du comédien, ce collectif avait réussi depuis 1999 à transformer la culée du pont Alexandre-III, côté rive gauche, en « un lieu insolite d'expositions et de soirées prisées des jeunes créateurs et du Tout-Paris underground », selon l'appréciation du Parisien. Le collectif met fin à ses activités le 8 mars 2012.

## Filmographie

### Courts métrages
- 1974 : La Trève
- 1976 : La Vie sourde
- 1981 : Conservez votre billet jusqu'à la sortie[7]
- 1981 : Fifres et tambours
- 1981 : Un dimanche à Herzeele
- 1987 : L'outrage aux mots [8]
- 1993 : Fuis la nuit[9]
- 2008 : Malam, l'œuvre insoumise

### Longs métrages
- 1979 : La Ville à prendre[10]
- 1982 : Xueiv
- 2013 : Le Bucintoro du troisième millénaire[11]
- 2015 : Le Bucintoro des Républiques[12]

## Mise en scène
- 1986 : l'Inhumaine
- 1990 : Le Château de Cène

## Œuvres littéraires
- La Bataille Navale[13]
- La ville à prendre[13]
- Sisyphe n'est pas mort[13]